# 人形町大勝軒
大勝軒（たいしょうけん）はかつて東京都中央区日本橋人形町にあった中華料理店。

## 概要
東京における町中華の源流のひとつとされる。本店が人形町にあったことから、暖簾分けの店舗を含めて「人形町系大勝軒」と呼ばれる。1960～70年代には暖簾分けした店舗が17店舗に達したが、1986年に人形町の本店は閉店(喫茶店に業態変更)。2022年時点で営業しているのは、浅草橋店のみとなっている。

## 沿革
- 1905年（明治38年） 初代・渡辺半之助がのちにGHQの専属料理人も務めることになる料理人林仁軒と組んで中華料理の屋台を始める[1]
- 1913年（大正2年）人形町本店、開店
- 1924年（大正13年） 馬喰横山大勝軒、開店
- 1933年（昭和8年） 日本橋本町大勝軒、開店
- 1946年（昭和21年） 浅草橋大勝軒、開店(現存)[1]
- 1947年（昭和22年） 人形町本店が移転
- 1960～70年代 暖簾分けした店舗が17店舗に達する
- 1986年（昭和61年）末 店舗建て替えに伴い、人形町総本店が閉店
- 1988年（昭和63年） 喫茶大勝軒、開店
- 2020年（令和2年）2月末 喫茶大勝軒、閉店

## 本店歴代店主
- 初代 渡辺半之助
- 二代目 渡辺半之助(松蔵)
- 三代目 渡辺喜平次
- 四代目 渡辺武文
- 五代目 渡辺祐太郎

## 参考図書
- 北尾トロ『夕陽に赤い町中華』集英社インターナショナル、2019年6月10日。ISBN 978-4797673746。